# كورنينغ (ميزوري)
كورنينغ (بالإنجليزية: Corning, Missouri)‏ هي بلدة تقع في الولايات المتحدة في مقاطعة هولت، ميزوري. يقدر عدد سكانها بـ 15 نسمة ومساحتها 0.28 كم2 وترتفع عن سطح البحر 267 متر.

## التركيبة السكانية
قام مكتب تعداد الولايات المتحدة بتحديد بيانات التركيبة السكانية لكورنينغ في تعداد الولايات المتحدة. في ما يلي، التركيبة السكانية حسب تعدادي 2000 و2010.

### تعداد عام 2000
بلغ عدد سكان كورنينغ 21 نسمة بحسب تعداد عام 2000، وبلغ عدد الأسر 10 أسرة وعدد العائلات 6 عائلة مقيمة في البلدة. في حين سجلت الكثافة السكانية 188.9 نسمة لكل ميل مربع (72.9/كم2). وبلغ عدد الوحدات السكنية 14 وحدة بمتوسط كثافة قدره 126.0 نسمة لكل ميل مربع (48.6/كم2).
وتوزع التركيب العرقي للبلدة بنسبة 100.00% من البيض.
بلغ عدد الأسر 10 أسرة كانت نسبة 40.0% منها لديها أطفال تحت سن الثامنة عشر تعيش معهم، وبلغت نسبة الأزواج القاطنين مع بعضهم البعض 60.0% من أصل المجموع الكلي للأسر، وكانت نسبة 40.0% من غير العائلات. تألفت نسبة 40.0% من أصل جميع الأسر من أفراد ونسبة 10.0% كانوا يعيش معهم شخص وحيد يبلغ من العمر 65 عاماً فما فوق. وبلغ متوسط حجم الأسرة المعيشية 2.83، أما متوسط حجم العائلات فبلغ 2.10.
بلغ العمر الوسطي للسكان 39 عاماً. وكانت نسبة 23.8% من القاطنين تحت سن الثامنة عشر، وكانت نسبة 9.5% بين الثامنة عشر والأربعة وعشرون عاماً، ونسبة 33.3% كانت واقعةً في الفئة العمرية ما بين الخامسة والعشرون حتى والأربعة وأربعون عاماً، ونسبة 23.8% كانت ما بين الخامسة والأربعون حتى الرابعة والستون، ونسبة 9.5% كانت ضمن فئة الخامسة والستون عاماً فما فوق. يوجد لكل 100 أنثى 90.9 ذكر، ويوجد لكل 100 أنثى في الثامنة عشر من عمرها فما فوق 100.0 ذكر.
بلغ متوسط دخل الأسرة في البلدة 23,750 دولار، أما متوسط دخل العائلة فبلغ 30,000 دولار. وكان متوسط دخل الذكور 23,750 دولار مقابل 14,583 دولار للإناث. وسجل دخل الفرد الخاص بالبلدة 10,132 دولار.

### تعداد عام 2010
بلغ عدد سكان كورنينغ 15 نسمة بحسب تعداد عام 2010، وبلغ عدد الأسر 8 أسرة وعدد العائلات 4 عائلة مقيمة في القرية. في حين سجلت الكثافة السكانية 136.4 نسمة لكل ميل مربع (52.7/كم2). وبلغ عدد الوحدات السكنية 9 وحدة بمتوسط كثافة قدره 81.8 لكل ميل مربع (31.6/كم2).
وتوزع التركيب العرقي للقرية بنسبة 100.0% من البيض.
```
وكانت نسبة 50.0% من غير العائلات. تألفت نسبة 25.0% من أصل جميع الأسر من أفراد ونسبة 12.5% كانوا يعيش معهم شخص وحيد يبلغ من العمر 65 عاماً فما فوق. وبلغ متوسط حجم الأسرة المعيشية 2.25، أما متوسط حجم العائلات فبلغ 1.88.
```

بلغ العمر الوسطي للسكان 60.3 عاماً. وكانت نسبة 0.0% من القاطنين تحت سن الثامنة عشر، وكانت نسبة 6.7% بين الثامنة عشر والأربعة وعشرون عاماً، ونسبة 6.7% كانت واقعةً في الفئة العمرية ما بين الخامسة والعشرون حتى والأربعة وأربعون عاماً، ونسبة 60.1% كانت ما بين الخامسة والأربعون حتى الرابعة والستون، ونسبة 26.7% كانت ضمن فئة الخامسة والستون عاماً فما فوق. وتوزع التركيب الجنسي للسكان بنسبة 40.0% ذكور و60.0% إناث.